# Punta del Este
Punta del Este is een van de populairste vakantieoorden van Uruguay op bijna 145 km ten oosten van hoofdstad Montevideo. Het stadje heeft ongeveer 10.000 inwoners.
In het begin van de 19e eeuw was het gebied rond Punta del Este nog een half verlaten streek. Dankzij de ligging op een schiereiland dat de wateren van de Río de la Plata en de Atlantische Oceaan van elkaar scheidt, de meer dan 40 km lange prachtige witte stranden en bosgebieden in de omgeving heeft Punta del Este zich ontwikkeld tot een van de meest bekende strandoorden in Zuid-Amerika. Het lokt jaarlijks meer dan honderdduizend toeristen uit binnen– en buitenland.
Het aanzicht van Punta del Este wordt overheerst door hoge gebouwen. Het beschikt over een zeer degelijke infrastructuur; de stad heeft twee luchthavens en een jachthaven waar bijna 500 schepen kunnen aanleggen, 100 hotels en restaurants, discotheken en vele casino's. De milde belastingen die Uruguay vraagt zorgen er ook voor dat de stad een internationaal financieel centrum is dat beleggers over de hele wereld lokt. 
Op een van de stranden van de stad staat het kunstwerk Mano de Punta del Este van de Chileense kunstenaar Mario Irarrázabal uit 1982 die het maakte als waarschuwing voor zwemmers; het werd na de voltooiing een icoon in de stad.
Punta Ballena, dat dicht bij de stad ligt, is een uitstekende plek om walvissen van dichtbij te bestuderen, en Isla de los Lobos is de thuishaven van een grote kolonie zeeleeuwen.

## Transport
Punta del Este heeft een eigen luchthaven, Aeropuerto Internacional Capitán de Corbeta Carlos A. Curbelo. 

## Geboren
- Nahitan Nández (1995), voetballer

## Galerij

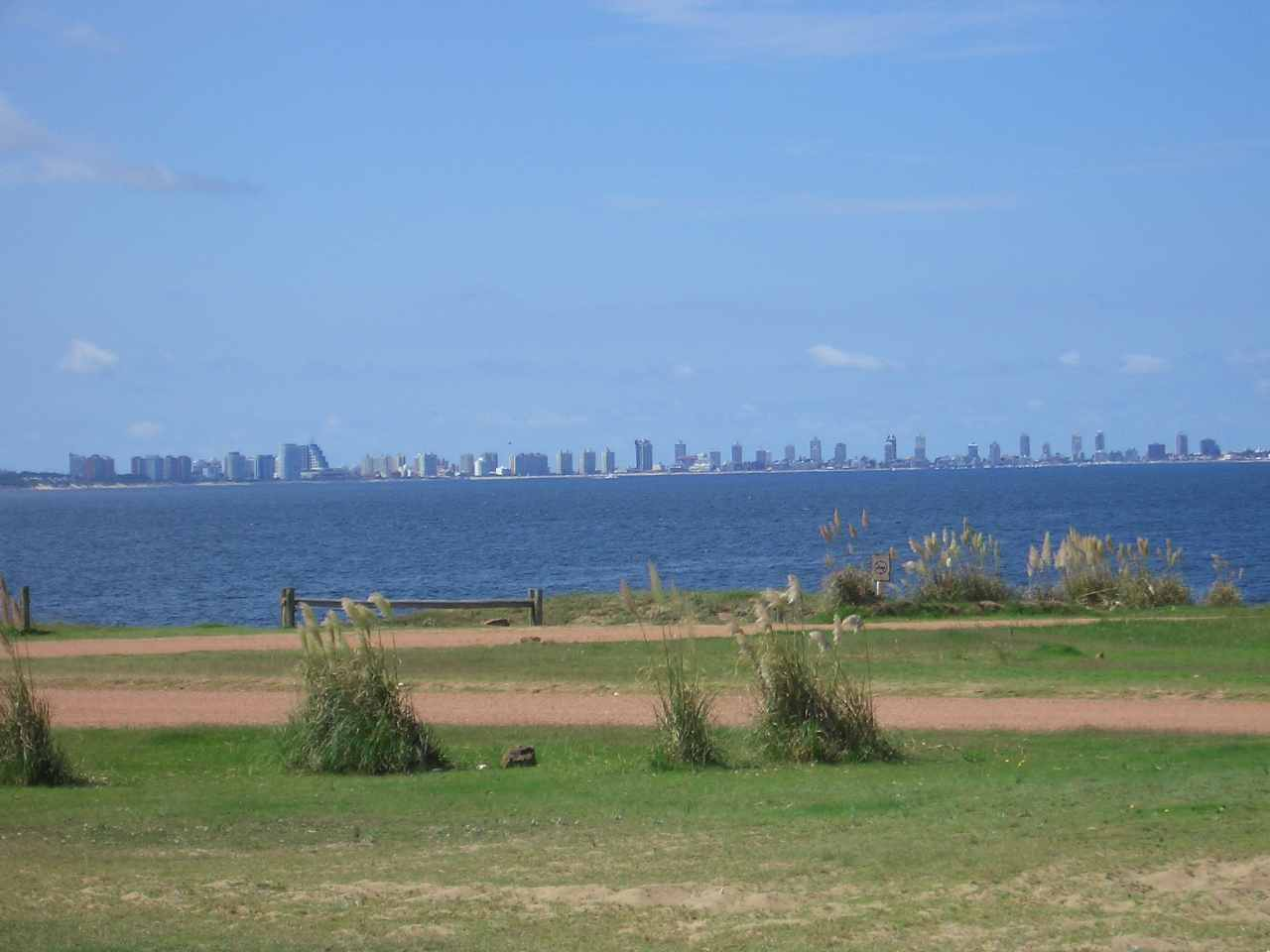
Stadsaanzicht vanaf Punta Ballena